# Bitva u Lodi
Bitva u Lodi se odehrála 10. května 1796 u řeky Adda, přes niž byl 200 metrů dlouhý dřevěný most. Střetli se zde Francouzi pod velením generála Napoleona Bonaparte proti Rakušanům. Bonaparte zde vyhrál. Zajímavostí je, že most u Lodi byl daleko delší než ten arcolský a od té chvíle začali Napoleona pokládat za neporazitelného. Dokonce na Svaté Heleně přiznal, že až po bitvě u Lodi ho napadlo, že by se mohl stát rozhodujícím hráčem francouzské politické scény. Vysloužil si přezdívku, která mu zůstala. Dostal ji, když křičel rozkazy na dělostřelce na pravé straně mostu. Nikdo mu napříště neřekl jinak než „le petit caporal“.

## Průběh
Bitva vypukla kolem jedné hodiny. Most zuřivě bránili rakouští pěšáci podporovaní boční dělostřeleckou palbou. Napoleon měl na obou stranách baterie a 30 francouzských děl ostřelovalo rakouské pozice. V 6 hodin večer útočí kolona Francouzů na most s pokřikem „Ať žije republika!“ Uprostřed mostu se však vojáci kácejí k zemi, nastává rozhodný okamžik. Bonaparte později prohlásí: „Chvíle zaváhání a vše by bylo ztraceno.“ Druhý útok vede Masséna, Lannes a další. Granátníci přebrodí Addu a vrhají se na Rakušany, kteří záhy ustupují. Francouzi zde předvedli obrovskou odvahu a i díky ní vyhráli.